# Kwadrat (zespół muzyczny)
Kwadrat – polski zespół muzyczny założony w 1977 roku.

## Historia
Zespół powstał w lutym 1977 roku i początkowo trzymał się formuły wyłącznie instrumentalnej. Swoją nazwę zaczerpnął od nazwy katowickiego Klubu Studentów Akademii Ekonomicznej Kwadraty, w którym odbywał próby. W lipcu 1978 roku ukończył z wyróżnieniem studenckie Warsztaty Muzyczne w Raciborzu. Początkowo brzmienie Kwadratu oscylowało między muzyką jazz-rockową, a blues-rockiem. Z czasem coraz bardziej ciążyło w kierunku rocka progresywnego. To połączenie stylów muzycznych, dało w efekcie utwory takie jak: Polowanie na leśniczego, czy Quasimodo (wydane na singlu). Grupa została życzliwie przyjęta przez krytykę podczas II Festiwalu Muzyki Młodej Generacji w Sopocie w 1979 roku oraz podczas Międzynarodowych Konfrontacji Muzycznych Muzyki Młodej Generacji „Pop Session '79” w Amfiteatrze w Sopocie, tym samym wpisując się w nurt Muzyki Młodej Generacji. W sobotę 12 kwietnia 1980 roku zespół Kwadrat wziął udział w Jazz Rock Session III, występując w słynnym Studio 2 z gościnnym udziałem Józefa Skrzeka i skrzypka Wiesława Susfała. Grupa dużo koncertowała, m.in. w Sopocie (1979, 1980), podczas Międzynarodowej Wiosny Estradowej w Poznaniu (1980), w Jarocinie (1980), czy na pierwszych Rawach Blues (1981 i 1982). W celu przyciągnięcia większej publiczności zespół zdecydował się na dokooptowanie wokalisty.
W tej roli z formacją krótko współpracowali znakomici wokaliści bluesowi: Ireneusz Dudek i Elżbieta Mielczarek. Po powrocie ze Szwajcarii na współpracę z zespołem przystał Andrzej Zaucha z którym Kwadrat nagrał późną jesienią 1981 roku przebojowe piosenki Obojętnie kim jesteś, Spróbuj mnie dogonić czy Dawny świat marzeń. Początkowo były to tylko sesje nagraniowe, ale w miarę przybywania wspólnego repertuaru także koncerty. Współpraca okazała się być krótkotrwała, a tymczasem zespół szukał kogoś na stałe. Nowym wokalistą grupy został ówczesny student ekonomii Wojciech Gorczyca. Zupełnie inny od swojego poprzednika, bardziej pasujący do Kwadratu sterującego teraz w stronę nowego, przebojowego wizerunku estradowego. Utwory wokalne lidera grupy Teodora Danysza do słów Janusza Wegiery napotykały na opór ze strony włodarzy ówczesnej rozrywki decydujących o tym, co ma być lansowane w mediach. Formacja została rozwiązana w pierwszej połowie lat osiemdziesiątych. 
W 2006 roku Metal Mind Productions wydał album Kwadratu pt. Polowanie na leśniczego (zbierający nagrania radiowe z lat 1979-1982).

## Podstawowy skład zespołu
- Teodor Danysz – lider, kompozycje, instrumenty klawiszowe
- Ryszard Węgrzyn – gitara solowa
- Adam Otręba – gitara
- Jerzy Przyczynek[1], następnie Jacek Gazda – gitara basowa
- Michał Giercuszkiewicz na zmianę z Piotrem Jemielniakiem – perkusja

## Wokaliści
Andrzej Zaucha;

Wojciech Gorczyca

## Współpracownicy
Janusz Wegiera – autor wszystkich tekstów do utworów Kwadratu; 

Wiesław Susfał – skrzypce;

Maciej Radziejewski – gitara;

Ireneusz Dudek – śpiew, harmonijka ustna;

Elżbieta Mielczarek – śpiew;

Józef Skrzek – instrumenty klawiszowe, harmonijka ustna;

Apostolis Anthimos – perkusja;

Marian Koziak – saksofon

## Dyskografia

### Albumy
- Polowanie na leśniczego (2006, Metal Mind Productions)

### Single
- Polowanie na leśniczego/Quasimodo (S-138, Tonpress)